# Autodéfense de la république de Pologne
Autodéfense de la république de Pologne (en polonais : Samoobrona Rzeczpospolitej Polskiej, simplifié en Samoobrona ou abrégé en SPR) est un syndicat agricole et parti politique polonais combinant des idéaux économiques de gauche populiste et un conservatisme social, fondé le 10 janvier 1992.

## Programme
Parti inclassable sur l'échiquier politique, reprenant des thèmes d'extrême gauche et nouant des alliances successivement avec les sociaux-démocrates héritiers des communistes puis avec la droite la plus conservatrice et nationaliste, prônant un État social fort et des privilèges pour les agriculteurs, Samoobrona a une ligne populiste et isolationniste. Il prône par exemple une collectivisation de l'agriculture, l'augmentation des programmes sociaux gouvernementaux, la fin du paiement de la dette extérieure, l'introduction d'une taxe sur les supermarchés occidentaux et l'utilisation immédiate des réserves monétaires. Il est hostile envers les investissements étrangers.
Il vise électoralement les agriculteurs et « les petites gens » des banlieues pauvres, fortement touchées par le chômage. Comme d'autres partis populistes, tels Droit et justice (PiS), il est porté par une vague nostalgique de la période communiste et de son contrôle d'État ; son électorat se fournit parmi ceux qui ont beaucoup perdu lors des réformes libérales visant à sortir de l'ère soviétique. Cette nostalgie se nourrit d'une méfiance à l'égard de l'Union européenne.

## Histoire

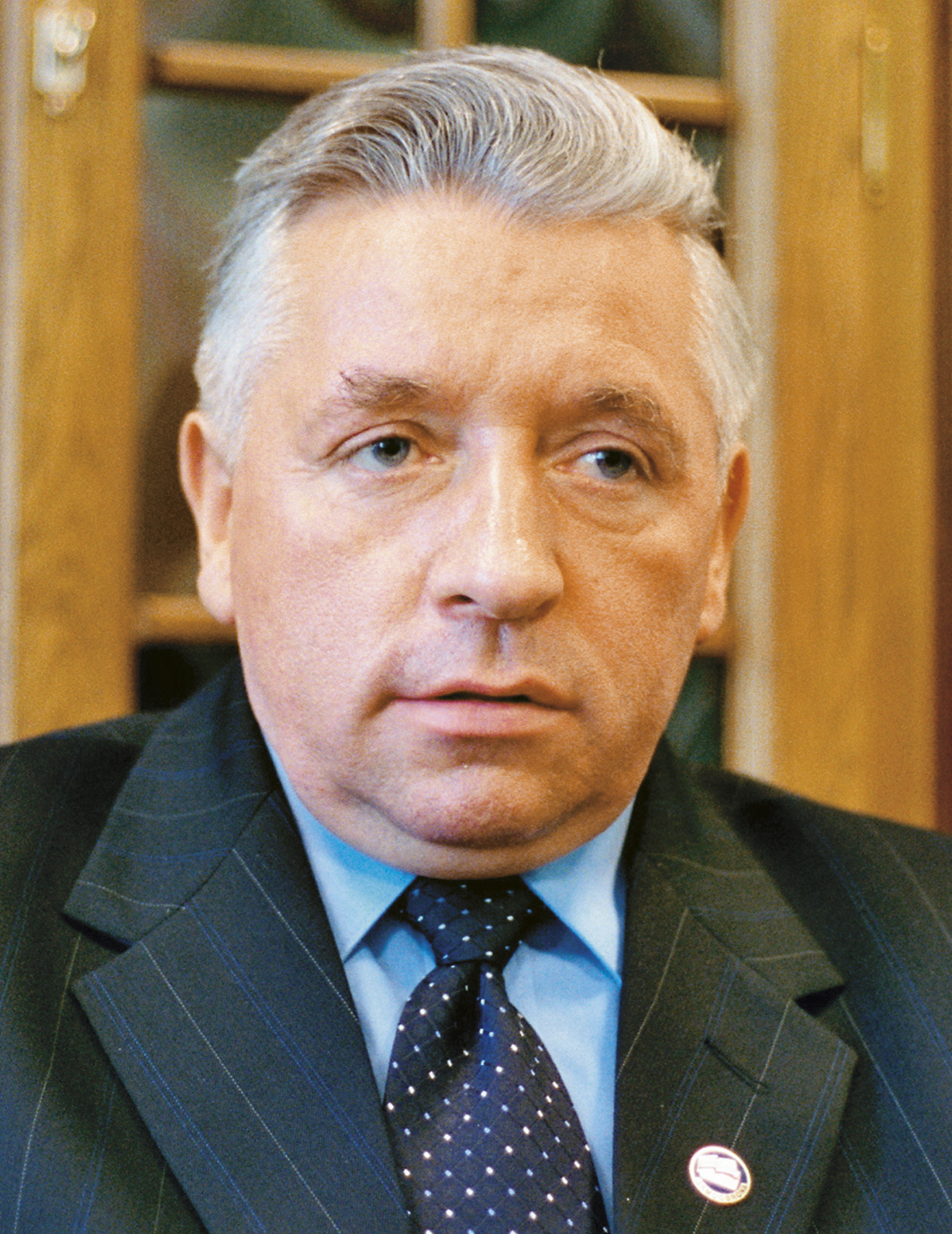
Andrzej Lepper en 2002.

Le syndicat Samoobrona (« Autodéfense ») est à la tête de la révolte paysanne du début des années 1990, dues à l'hyper-inflation et à l'endettement des paysans. Son leader, Andrzej Lepper, un ancien fermier, transforme le syndicat en parti politique.
Samoobrona participe pour la première fois aux élections en 1993, obtenant 2,78 % des votes, ce qui est insuffisant pour entrer au Sejm, (la diète, chambre basse du parlement). En 1995, Andrzej Lepper, se présente à l'élection présidentielle et obtient 1,32 % des voix ; aux élections législatives de 1997, le parti obtient 0,08 %. En 2000, le parti-syndicat Samoobrona, à la tête de paysans en colère, organise une campagne de blocage des routes importantes pour attirer l'attention des médias. À l'élection présidentielle suivante, Andrzej Lepper obtient 3,05 %.
Les élections législatives de 2001 donnent au parti 53 sièges, avec 10,5 % des voix, faisant de lui la troisième force politique du pays. Samoobrona constitue une majorité avec l'Alliance de la gauche démocratique mais le parti se distingue par le comportement perturbateur de ses députés à travers divers incidents, comme l'utilisation de haut-parleurs. Le parti soutiendra par exemple que le principal parti d'opposition d'alors, la Plate-forme civique, aurait rencontré des talibans à Klewki (petit village près de Olsztyn) pour leur vendre de l'anthrax. Des enquêtes criminelles sont en cours à propos de plusieurs des députés de Samoobrona.
En 2003, le parti vit mal le référendum sur l'entrée dans l'Union européenne. D'une part, les positions traditionnellement isolationnistes et eurosceptiques les conduisent à appeler à voter « non », mais comme l'ensemble des observateurs signalent, avec raison, que les Polonais vont voter « oui », les tendances populistes du Samoobrona les conduisent à prendre en compte cette opinion majoritaire. C'est la raison pour laquelle la campagne du parti reste ambiguë : des affiches de campagne portent le slogan « la décision vous revient ». Aux élections européennes de 2004, il reçoit 10 % des votes, ce qui lui donne 6 des 54 sièges polonais. En 2005, Samoobrona est membre fondateur du parti européen Européens unis pour la démocratie, « centriste » et « euro-critique ».
À l'élection présidentielle de 2005, Andrzej Lepper arrive en troisième place avec 15 % des voix. Aux élections législatives, le parti obtient 56 sièges sur les 460 que compte la Diète et trois sénateurs sur un total de 100, ce qui fait de lui le second parti de la coalition au pouvoir après le parti Droit et justice, et lui permet de participer au gouvernement : Andrzej Lepper devient vice-Premier ministre, chargé de l'Agriculture. Le parti reçoit en outre les portefeuilles du Travail et des Affaires sociales. Le 10 juillet 2006, Lech Kaczyński, le président, nomme son frère Jarosław Kaczyński Premier ministre. Le 21 septembre 2006, il rompt l'alliance électorale et limoge Andrzej Lepper en raison de divergences sur le budget et les troupes présentes en Afghanistan. Cependant, à la suite de la crise consécutive et du risque d'élections anticipées, les deux frères du parti Droit et justice sont obligés de revenir en arrière.
En 2007, l'ancien Premier ministre Leszek Miller rejoint le parti. Pourtant, lors des élections législatives anticipées de 2007, le parti Samoobrona perd l'ensemble de ses députés.
En décembre 2006, Aneta Krawczyk accuse Andrzej Lepper et Stanislaw Lyzwinski, son adjoint, de l'avoir contrainte à des relations sexuelles en échange d'un poste au parti ; d'autres femmes du parti se joignent à elle. En février 2010, il est condamné à deux ans et trois mois de prison. Sa carrière politique est terminée et il fait appel. Le 5 août 2011, Andrzej Lepper est retrouvé pendu dans son bureau de Varsovie. Lors des élections parlementaires qui suivent, le parti, désormais dirigé par Lech Kuropatwiński, voit ses résultats s'effondrer.

## Résultats électoraux

### Diète
| Année | Voix      | %    | Rang | Sièges   | Gouvernement                                                   |
| ----- | --------- | ---- | ---- | -------- | -------------------------------------------------------------- |
| 1993  | 383 967   | 2,8  | 11e  | 0 / 460  |                                                                |
| 1997  | 10 073    | 0,1  | 14e  | 0 / 460  |                                                                |
| 2001  | 1 327 624 | 10,2 | 3e   | 53 / 460 | Opposition                                                     |
| 2005  | 1 347 355 | 11,4 | 3e   | 56 / 460 | Opposition (2005), Marcinkiewicz (2006), Kaczyński (2006-2007) |
| 2007  | 247 335   | 1,5  | 5e   | 0 / 460  |                                                                |
| 2011  | 9 733     | 0,03 | 11e  | 0 / 460  |                                                                |
| 2015  | 4 266     | 0,03 | 15e  | 0 / 460  |                                                                |

### Parlement européen
| Année | Voix    | %     | Rang | Sièges | Groupe |
| ----- | ------- | ----- | ---- | ------ | ------ |
| 2004  | 656 782 | 10,78 | 4e   | 6 / 54 | NI     |
| 2009  | 107 185 | 1,46  | 7e   | 0 / 50 |        |
| 2014  | 2 729   | 0,04  | 12e  | 0 / 51 |        |

### Présidence de la République
| Année | Candidat       | 1er tour  | 1er tour | 1er tour | 2e tour | 2e tour | 2e tour |
| Année | Candidat       | Votes     | %        | Rang     | Votes   | %       | Rang    |
| ----- | -------------- | --------- | -------- | -------- | ------- | ------- | ------- |
| 1995  | Andrzej Lepper | 235 797   | 1,3      | 9e       |         |         |         |
| 2000  | Andrzej Lepper | 537 570   | 3,1      | 5e       |         |         |         |
| 2005  | Andrzej Lepper | 2 259 094 | 15,1     | 3e       |         |         |         |
| 2010  | Andrzej Lepper | 214 657   | 1,3      | 7e       |         |         |         |

## Présidents
- Andrzej Lepper (1992-2011)
- Andrzej Prochoń (2012)
- Lech Kuropatwiński (depuis 2012)